# Premio de Ensayo e Investigación Delegación del Gobierno en Aragón
El Premio de Ensayo e Investigación Delegación del Gobierno en Aragón, patrocinado por el gobierno de España, la Delegación del Gobierno en Aragón y la Caja Inmaculada (CAI), es un premio que se concede anualmente a los investigadores nacidos o residentes en la comunidad aragonesa. El fallo del premio, que se instauró con el objetivo de “distinguir trabajos de ensayo e investigación en cualquiera de sus modalidades: humanística, científica, filosófica, histórica, política, artística, económica, social, etcétera”, consiste en una dotación económica de 3.000 euros, la entrega de un diploma acreditativo y la publicación de la obra, y lo efectúa un jurado compuesto por once destacados miembros procedentes del ámbito intelectual aragonés. La entrega del mismo se suele realizar en los meses de febrero y marzo en el edificio de la Delegación del Gobierno en Aragón.

## Lista de trabajos ganadores del Premio de Ensayo e Investigación Delegación del Gobierno en Aragón
- 2002 – Wifredo Rincón García, por Santo Dominguito de Val, mártir. aragonés.[2]
- 2003 – Julio Blanco García por El banco de Aragón. Una institución financiera aragonesa.[3]
- 2004 – Antonio Peiró Arroyo, por El Árbol de Sobrarbe. Los mitos de origen del reino de Aragón.[4]
- 2006 – Mónica Vázquez Astorga, por José Borobio. Su aportación a la arquitectura moderna.[5]
- 2008 – Enrique Sarasa Bara por Julián Borderas Pallaruelo. Una biografía política (1899-1980).[6]
- 2009 – Carlos Sanz Aguilera por Historia del Ferrocarril Central de Aragón.[7]
- 2010 – Concha Martínez Latre, José Ángel Bergua Amores y Bruno Castro Benito, por Reinventar los Pirineos. A propósito del conflicto del oso.[8]

## Lista de trabajos finalistas del Premio de Ensayo e Investigación Delegación del Gobierno en Aragón
- 2002 - Manuel Benito Moliner, por Estudio monográfico de un territorio despoblado: Sevil (Huesca).
- 2003 - José Garrido Palacios y Esther Cabeza Amada, por Estudio de los humedales en el municipio de Fraga y medidas de planificación y gestión de uso sostenible, y Javier Joven Araus, por Pilar: (auto) retrato de un cuerpo.
- 2004 – Carmen Abad Zardoya, por La casa y los objetos. Tradición e innovación en los espacios domésticos zaragozanos (1700-1759)
- 2006 – Natalia Juan García, por San Juan de la Peña y sus monjes. La vida de un monasterio altoaragonés en los siglos XVII y XVIII.
- 2008 – No hubo finalistas, al concederse el premio por unanimidad de los miembros del jurado.
- 2009 – César Ustárroz Sarasa por Teoría del Vjing y Blanca Isasi-Isasmendi por La vidriera artística en Zaragoza

## Ediciones desiertas y accésits
En los años 2005 y 2007 el jurado declaró desierto el premio por considerar que las obras presentadas no cumplían los niveles de calidad exigidos. Por otra parte, en las ediciones de los años 2004 y 2006 se concedió también un accésit a los autores finalistas. Igualmente, se decidió acometer la publicación de sus obras.

## Desaparición
El premio se convocó por última vez en 2010.